# Crkvine (Kolašin)
Pour les articles homonymes, voir Crkvine.
Crkvine (en serbe cyrillique : Црквине) est un village du centre du Monténégro, dans la municipalité de Kolašin.

## Démographie

### Évolution historique de la population
| 1948 | 1953 | 1961 | 1971 | 1981 | 1991 | 2003 |
| ---- | ---- | ---- | ---- | ---- | ---- | ---- |
| 64   | 60   | 52   | 44   | 40   | 33   | 24   |